# Schweigt stille, plaudert nicht, BWV 211
Schweigt stille, plauder nicht, BWV 211 (Silenci, prou de xerrameca), coneguda com a “Cantata del cafè”, és una cantata profana de Johann Sebastian Bach, estrenada a Leipzig, probablement entre 1734 i 1735.

## Origen i context
El llibret és de Picander i forma part de la tercera sèrie d'escrits diversos Ernst-Scherzhaffte und Satyrische Gedichte (Poemes seriosos, graciosos i satírics) aparegut l'any 1732. Hi ha molta controvèrsia sobre la data de composició, la més probable sembla a mitjans de 1734. Fou estrenada en un concert públic del conjunt que dirigia Bach, el Collegium Musicum al Café Zimmermman de la Katharinenstrasse. El tema, trivial i ple d'humor, s'escapa completament del de les cantates profanes típiques; retrata el canvi de costums dels burgesos de Leipzig davant la nova moda de beure cafè – especialment les dones –, que s'instaurà al món occidental a partir de la segona meitat del segle xvii. L'obra, plena d'humor i encant, reprodueix una confrontació intergeneracional típica, entre Lieschen (Isabeló), una noia gran bevedora de cafè, i el seu pare rondinaire, Schlendrian (Don Sever), que no ho vol; el problema el resol Schlendrian buscant un marit per a la seva filla, això sí que li deixi veure cafè. Hi ha un tercer personatge, el narrador, en el qual Bach fa una paròdia de l'evangelista de les seves pròpies “Passions”. Pels personatges tan estereotipats, el caràcter descriptiu de la història i la pròpia música, l'obra és més propera a una òpera bufa que a una cantata, i de fet s'ha representat en algunes ocasions.

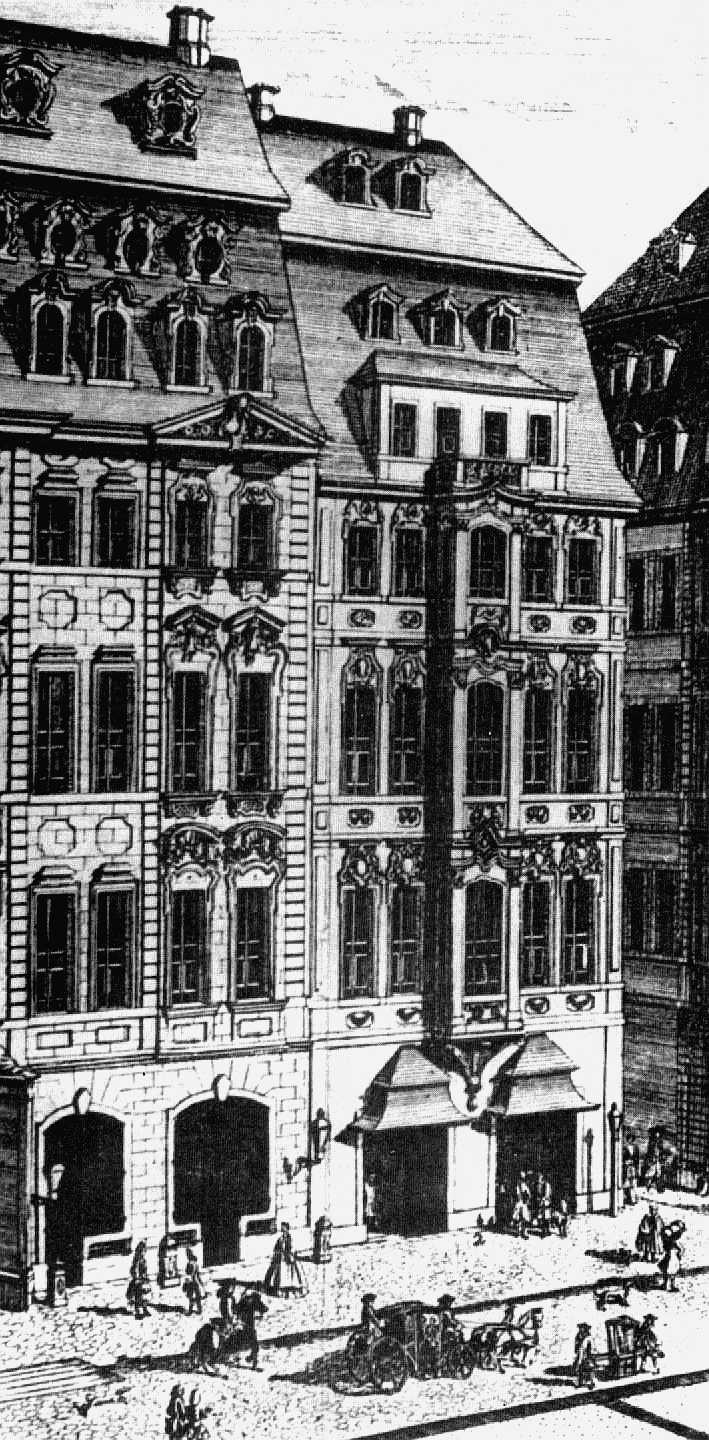
Cafeteria Zimmermann, a la Katharinenstrasse de Leipzig

## Anàlisi
Obra escrita per a soprano, tenor, baix, flauta travessera, corda i baix continu. Consta de deu números, quatre àries, cinc recitatius, dels quals tres són diàlegs del baix i tenor, i un cor final amb la participació de només els tres solistes.
1. Recitatiu (tenor): Schweigt stille, plaudert nicht (Silenci, prou xerrameca)
2. Ària (baix): Hat man nicht mit seinen Kindern (Què passa amb els nostres fills)
3. Recitatiu (baix i soprano): Du böses Kind, du loses Mädchen (Indòcil criatura, filla rebel)
4. Ària (soprano): Ei! wie schmeckt der Coffee süße (Oidà! Que bo un cafè flairós)
5. Recitatiu (baix i soprano): Wenn du mir nicht den Coffee lässt, (Si el cafè no deixes estar)
6. Ària (baix): Mädchen, die von harten Sinnen (Les filles del morro fort)
7. Recitatiu (baix i soprano): Nun folge, was dein Vater spricht! (Ara fes el que el teu pare et diu!)
8. Ària (soprano): Heute noch (Avui mateix)
9. Recitatiu (tenor): Nun geht und sucht der alte Schlendrian (El vell Sever marxa corrents)
10. Cor (soprano, tenor i baix): Die Katze lässt das Mausen nicht (El gat sense ratolins no pot viure)

En el primer número el tenor, que fa de narrador, demana silenci i atenció als assistents, mentre presenta el senyor Schlendrian amb una marcialitat grotesca, el qual, en l'ària del segon número, canta les preocupacions que li provoca la seva filla, en particular la seva gran afecció pel cafè; ho fa amb una repetició de notes tosques que descriuen molt bé el seu caràcter. En el recitatiu del tercer número pare i filla contrasten les seves opinions sobre el tema, a l'ària següent, el soprano amb la flauta i el continu, descriu ara el caràcter de la filla amb unes melodies suaus i agradables. En el recitatiu del cinquè número es planteja clarament el conflicte, en què Liesgen resisteix les pressions i amenaces paternes. A l'ària següent amb l'exclusiu acompanyament del continu, el pare es lamenta la tossuderia de la noia i es proposa trobar alguna manera de fer-la creure. En el recitatiu dialogat del setè número Schlendrian doblega la voluntat de la noia amb l'amenaça de no buscar-li marit. En l'ària següent, amb un ritme juganer propi d'una giga i l'acompanyament de tota la corda, ella li demana que ho faci de seguida. El text original de Picander de l'any 1732 acabava aquí, però s'hi afegiren dos números més, que donen un gir inesperat a la història. El tenor narra en el recitatiu del número 9 com la noia s'adona de l'estratagema del seu pare i es conjura a no acceptar cap marit que no accepti, per escrit, deixar-li beure tant cafè com li vingui de gust. El número final, un tercet dels tres solistes és, musicalment, una bourrée amb tota la corda i la flauta travessera, canta l'acceptació de la nova moda de beure cafè. Té una durada aproximada d'uns vint-i-cinc minuts.

## Discografia seleccionada
- J.S. Bach: Secular Cantatas BWV 211 & 212. Nikolaus Harnoncourt, Concentus Musicus Wien, Rotraud Hansmann, Kurt Equiluz, Max van Egmond.

(Teldec), 1968.
- J.S. Bach: Secular Cantatas BWV 211, 212, 202 & 209. Collegium Aureum Elly Ameling, Gerald English, Siegmund Nimsgern. (Deutsche Harmonia Mundi), 1990.
- J.S. Bach: Secular Cantatas BWV 210 & 211. Helmuth Rilling, Bach-Collegium Stuttgart, Christine Schäfer, James Taylor, Thomas Quasthoff. (Hänssler), 1999.
- J.S. Bach: Secular Cantatas, Vol. VII. Peter Schreier, Kammerorchester Berlin, Edith Mathis. Peter Schreier, Theo Adam. (Berlin Classics), 1981.
- J.S. Bach: Cantatas BWV 211 & 212. Christopher Hogwood, Academy of Ancient Music, Emma Kirkby, Rogers Covey-Crump, avid Thomas. (L'Oiseau Lyre), 1986.
- J.S. Bach: Secular Cantatas BWV 211 & 213. Gustav Leonhardt, Orchestra of the Age of Enligthenment, Barbara Bonney, Christoph Prégardien, David Wilson-Johnson. (Philips), 1994.
- J.S. Bach: Complete Cantatas Vol. 4. Ton Koopman, Amsterdam Baroque Orchestra & Choir, Anne Grimm, Paul Agnew, Klaus Mertens. (Challenge Classics), 2006.
- J.S. Bach: Secular Cantatas BWV 211. Bernard Labadie, Les Violons du Roy, Dorothea Röschmann, Hugues Saint-Gelais, Kevin McMillan. (Dorian), 1994.
- J.S. Bach: Secular Cantatas BWV 210 & 211. Masaaki Suzuki, Bach Collegium Japan, Carolyn Sampson, Makoto Sakurada, Stepan Schreckenberger. (BIS), 2003.